# Connie Mark
Connie Mark (* 21. Dezember 1923 in Rollington Town, Jamaika; † 3. Juni 2007 in London) war eine britische Aktivistin jamaikanischer Herkunft. Sie war im Auxiliary Territorial Service tätig, war eine treibende Kraft innerhalb der schwarzen Gemeinschaft und machte auf den Beitrag der Frauen zu den Kriegsanstrengungen aufmerksam. Sie wurde außerdem Vorsitzende der Organisation Friends of Mary Seattle und Mitglied der West Indian Ex-Servicemen and Women’s Association sowie der West Indian Standing Conference.

## Leben und Werk
Mark wurde als Constance Winifred McDonald als Tochter von Mary Rosannah und Ernest Lynas McDonald in Jamaika geboren. Ihre Großmutter väterlicherseits stammte aus Jamaika und ihr Großvater aus Schottland. Mütterlicherseits stammte ihre Großmutter aus dem Libanon und ihr Großvater aus Kalkutta. Trotz ihrer vielfältigen Abstammung betrachtete sich die Familie als britisch, hauptsächlich weil Jamaika zu dieser Zeit eine britische Kolonie war. Zwei ihrer Onkel waren im Burenkrieg getötet worden, und ihr Vater unterrichtete in einer Schule für britische Armeekinder. Sie wuchs in Kingston auf und besuchte die Wolmer’s Girls’ School. 1943 wurde sie in Jamaika in den Auxiliary Territorial Service aufgenommen, wo sie zehn Jahre lang im britischen Militärkrankenhaus arbeitete. Nach ihrer Beförderung zum Lance Corporal kämpfte sie um die Rückvergütung ihrer geringeren Bezahlung: „Die Königin schuldet mir acht Jahre Tuppence pro Tag“. Sie setzte sich zeitlebens dafür ein, dass die Rolle der karibischen Soldatinnen anerkannt wurde. 1991 erhielt sie die British Empire Medal für ihre Verdienste und 1993 den MBE des Order of the British Empire. 1952 heiratete sie Stanley Goodridge, einen jungen jamaikanischen Fast Bowler, der einen Vertrag bekam, um Cricket für Durham zu spielen. Sie zog 1954 mit ihrer kleinen Tochter Amru Elizabeth zu ihm nach Großbritannien, wo 1957 ihr Sohn Stanley geboren wurde. Das Paar trennte sich später und sie heiratete Michael Mark. 1980 gründete sie eine Organisation namens Friends of Mary Seacole, die später in Mary Seacole Memorial Association umbenannt wurde. Posthum wurde zu ihren Ehren vom Nubian Jak Community Trust im Mary Seacole House in Hammersmith eine blaue Plakette mit der traditionellen Schreibweise MacDonald, dem Namen ihres Vorfahren, angebracht. 2018 führte die Zeitung The Voice sie anlässlich des 100. Jahrestages des Frauenwahlrechts auf neben Kathleen Wrasama, Olive Morris, Fanny Eaton, Diane Abbott, Lilian Bader, Margaret Busby und Mary Seacole als schwarze Frauen, die zur Entwicklung von Großbritannien beigetragen haben. Sie wurde vom Evening Standard auf einer Liste von 14 „Inspirierenden schwarzen britischen Frauen im Laufe der Geschichte“ genannt (neben Mary Seacole, Claudia Jones, Adelaide Hall, Margaret Busby, Olive Morris, Joan Armatrading, Tessa Sanderson, Doreen Lawrence, Maggie Aderin-Pocock Sharon White, Malorie Blackman, Diane Abbott und Zadie Smith). Zu ihren Ehren veröffentlichte Google ein Google Doodle zu ihrem 95. Geburtstag am 21. Dezember 2018.